# Finales de la NBA de 1963
Las Finales de la NBA de 1963 fueron las series definitivas de los playoffs de 1963 y suponían la conclusión de la temporada 1962-63 de la NBA, con victoria de Boston Celtics, campeón de la División Este, sobre Los Angeles Lakers, campeón de la División Oeste, consiguiendo los Celtics su quinto título consecutivo, y el sexto en 7 años. El enfrentamiento reunió a 10 futuros miembros del Basketball Hall of Fame, 8 jugadores de los Celtics, 2 de los Lakers, además del entrenador de Boston, Red Auerbach.

## Resumen
| Partido | Fecha       | Equipo local | Resultado | Equipo visitante |
| ------- | ----------- | ------------ | --------- | ---------------- |
| 1       | 14 de abril | Boston       | 117-114   | Los Ángeles      |
| 2       | 16 de abril | Boston       | 113-106   | Los Ángeles      |
| 3       | 17 de abril | Los Ángeles  | 119-99    | Boston           |
| 4       | 19 de abril | Los Ángeles  | 105-108   | Boston           |
| 5       | 21 de abril | Boston       | 119-126   | Los Ángeles      |
| 6       | 24 de abril | Los Ángeles  | 109-112   | Boston           |

Celtics ganan las series 4–2

## Enfrentamientos en temporada regular
Durante la temporada regular, los Lakers y los Celtics se vieron las caras hasta en nueve ocasiones (la liga la formaban entonces 9 equipos), jugando cuatro encuentros en el Boston Garden, cuatro en el Los Angeles Memorial Sports Arena y el noveno en la cancha neutral de Detroit. La ventaja era de los Lakers que habían conseguido ganar en cinco ocasiones.
| 9 de noviembre | Los Angeles Lakers | 133–120 | Boston Celtics |                                 |
|                |                    |         |                |                                 |
|                |                    |         |                | Pabellón: Boston Garden, Boston |

| 7 de diciembre | Los Angeles Lakers | 112–126 | Boston Celtics |                                 |
|                |                    |         |                |                                 |
|                |                    |         |                | Pabellón: Boston Garden, Boston |

| 4 de enero | Boston Celtics | 123–125 | Los Angeles Lakers |                                                          |
|            |                |         |                    |                                                          |
|            |                |         |                    | Pabellón: Los Angeles Memorial Sports Arena, Los Ángeles |

| 5 de enero | Boston Celtics | 104–106 | Los Angeles Lakers |                                                          |
|            |                |         |                    |                                                          |
|            |                |         |                    | Pabellón: Los Angeles Memorial Sports Arena, Los Ángeles |

| 20 de enero | Los Angeles Lakers | 121–133 | Boston Celtics |                                 |
|             |                    |         |                |                                 |
|             |                    |         |                | Pabellón: Boston Garden, Boston |

| 12 de febrero | Boston Celtics | 120–93 | Los Angeles Lakers |                              |
|               |                |        |                    |                              |
|               |                |        |                    | Pabellón: Detroit (Míchigan) |

| 13 de febrero | Los Angeles Lakers | 134–128 | Boston Celtics |                                 |
|               |                    |         |                |                                 |
|               |                    |         |                | Pabellón: Boston Garden, Boston |

| 22 de febrero | Boston Celtics | 105–113 | Los Angeles Lakers |                                                          |
|               |                |         |                    |                                                          |
|               |                |         |                    | Pabellón: Los Angeles Memorial Sports Arena, Los Ángeles |

| 24 de febrero | Boston Celtics | 119–109 | Los Angeles Lakers |                                                          |
|               |                |         |                    |                                                          |
|               |                |         |                    | Pabellón: Los Angeles Memorial Sports Arena, Los Ángeles |

## Resumen de los partidos
Se repetía la final del año anterior. Los Celtics se presentaron al choque con dos importantes novedades. Por un lado, el novato Hondo Havlicek, que rápidamente se hizo un hueco en el quinteto titular, y por otro el veterano Clyde Lovellette, que a sus 33 años fichaba por Boston para dar minutos de descanso a Bill Russell. Por su parte los Lakers mantenían la base del equipo del año pasado, basado en sus pilares Jerry West y Elgin Baylor. Entre los dos promediaron más de la mitad de los puntos de su equipo. Los Celtics llegaron a la final tras deshacerse en una agónica eliminatoria de semifinales de los Cincinnati Royals de Oscar Robertson, que no se decidió hasta el trepidante séptimo partido, que se resolvió con un marcador de 142–131. Los Lakers se deshicieron también con problemas de los St. Louis Hawks en el séptimo encuentro, con un West todavía renqueante después de una lesión que le había apartado de las pistas las últimas 7 semanas de la competición regular.
Así las cosas, el primer partido se disputó en el Boston Garden, consiguiendo los Celtics una apretada victoria, 117–114. Dos días más tarde se repitió la historia, ganando esta vez 113–106. La serie se trasladó al Los Angeles Memorial Sports Arena, donde tras una cómoda victoria del equipo angelino en el tercer partido, ganando por 20 puntos, los Celtics impusieron su juego de equipo en el cuarto encuentro, poniendo la eliminatoria cuesta arriba para Los Ángeles, tras vencer 108-105. Red Auerbach, entrenador de los Celtics, declaró al finalizar el partido que se sentían muy tranquilos, que jamás habían perdido tres partidos seguidos.
Pero los Lakers no quisieron darse por vencidos. En el quinto encuentro, Tom Heinsohn fue eliminado prematuramente por faltas personales, mientras que Bob Cousy seguía el mismo camino tras anotar únicamente 12 puntos. El dúo dinámico de los Lakers funcionó a la perfección, con Baylor anotando 43 puntos y West 32, para darles la victoria por 126–119. Más de 5.000 seguidores de los Lakers se agolparon a las puertas del Sports Arena para comprar su entrada para el sexto encuentro, pero se encontraron con la desagradable noticia de que estaba todo vendido. Las 6.000 entradas para no abonados llevaban meses adjudicadas. En vista de que podían formarse altercados, la gerencia de los Lakers ofreció el partido a los aficionados sin entrada en circuito cerrado de televisión, cobrando a 2,50 dólares la entrada. Estamos siendo testigos del futuro de la televisión de pago, vaticinó el general manager de los Lakers, Lou Mohs, a los periodistas.
La afición del Sports Arena, que el 24 de abril abarrotó el estadio, no cesó de apoyar a su equipo desde el inicio, pero un inspirado Havlicek anotó 11 puntos consecutivos en la primera mitad, haciendo que los Celtics llegaran al descanso 14 arriba. La ventaja se redujo a 9 con 11 minutos por jugar del último cuarto, y fue entonces cuando Cousy tropezó y se retorció el tobillo izquierdo, no volviendo a aparecer en pista hasta los últimos cinco minutos. Los Lakers aprovecharon la situación, llegando a colocarse a un punto. A falta de 2:48 para el final, los Celtics aguantaban dos puntos arriba, 104–102. Pero en ese momento Heinsohn robó un pase de West sobre Rudy LaRusso, atravesó toda la pista y anotó. A partir de ese momento, Cousy, en el que iba a ser el partido de su despedida como profesional, manejó el encuentro a su antojo, agotando las posesiones, finalizando el encuentro lanzando el balón al aire en los últimos segundos para correr a abrazarse con su entrenador, dejando el marcador 112–109.